# Clémentine chérie
Pour plus de détails, voir Fiche technique et Distribution.
Clémentine chérie est un film français de Pierre Chevalier sorti en 1964.

## Synopsis
Une découverte de laboratoire, permettant de fabriquer des vêtements de bains extensibles et surtout perméables aux rayons de soleil, change la fortune d'un brave employé d'une usine de textiles.

## Fiche technique
- Titre : Clémentine chérie
- Réalisation : Pierre Chevalier
- Scénario : D'après les personnages de Jean Bellus
- Adaptation et dialogue : Jean Bellus, Raymond Caillava, Michel Fermaud et Jean-José Richer et Pierre Chevalier
- Photographie : André Germain
- Musique : Roger Roger et François Langel
- Son : Jean Bonnafoux
- Montage : Jean-Michel Gauthier
- Sociétés de production : Cineurop (Paris) et Filmerc (Rome)
- Société de distribution : Rank Organisation
- Pays d'origine :  France /  Italie
- Date de sortie : 4 août 1964
- Affiche : Jouineau Bourduge (France)

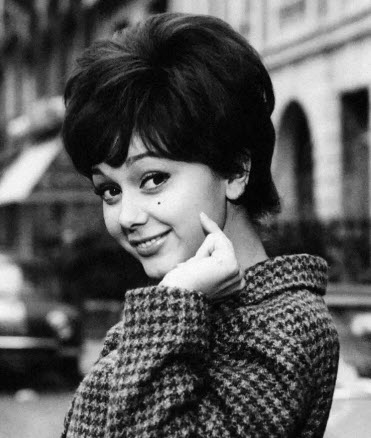
France Anglade dans Clémentine chérie.

## Distribution
- France Anglade : Clémentine Bellus, la fille de Gaston et Yvonne Bellus jeune
- Pierre Doris : Papa Gaston Bellus, directeur du service de recherche de la FBI (Fibre belge industrielle)
- Michel Serrault : maître Brunet, l'huissier qui doit constater le bronzage intégral des mannequins
- Philippe Noiret : Edgar Hoover, président-directeur général de la FBI[1]
- Adrienne Servantie : Maman Yvonne Bellus, la femme de Gaston
- Jacques Dufilho : la bonne espagnole
- Noël Roquevert : le concierge des locaux de la FBI
- Jean Tissier : Versigny, le moniteur de l'auto-école
- Jean Richard : Auguste, le provincial qui vient acheter un fusil
- Claude Nicot : Alain, un chevalier servant de Clémentine
- Max Montavon : le liftier du siège social de la FBI
- Guy Lux : lui-même en présentateur de la télévision
- Michel Galabru : l'ingénieur du service des recherches de la FBI
- Philippe Doris : Gaston jeune, employé aux Galeries Lafayette
- Astrid Caron : la vedette d'en face
- Max Desrau : le photographe professionnel
- Mischa Auer : le décorateur du nouvel appartement
- Florence Blot : l'assistante de l'ingénieur
- Sacha Briquet : l'animateur de la cérémonie des Miss
- Georges Lycan : le garde du corps de la vedette
- Jacqueline Huet : la speakerine qui lance l'Interlude
- Francis Blanche : l'importun à la cérémonie des Miss (non crédité)
- Léon Zitrone : lui-même à la télévision (image d'archives)
- Maria Grazia Buccella (créditée Graziella Bucella) : « Miss Italie »
- Corrado Olmi : le créateur couturier de la FBI (post-synchronisé par Roger Rudel, non crédité)
- Claudie Dupin : Olga, la secrétaire représentant « Miss Suède »
- Charles Bayard : le passant qui dit « Quelle époque »
- André Badin : le concierge de Passy
- Dany Logan : lui-même en invité qui twiste sur la musique de Mozart
- Marcel Loche : un membre du conseil d'administration de la FBI
- Rita Pavone : elle-même chantant
- Bernard Dumaine : un réalisateur de télévision
- Jean-Claude Michel (voix uniquement, non crédité) : le narrateur